# Garten des Himmlischen Friedens

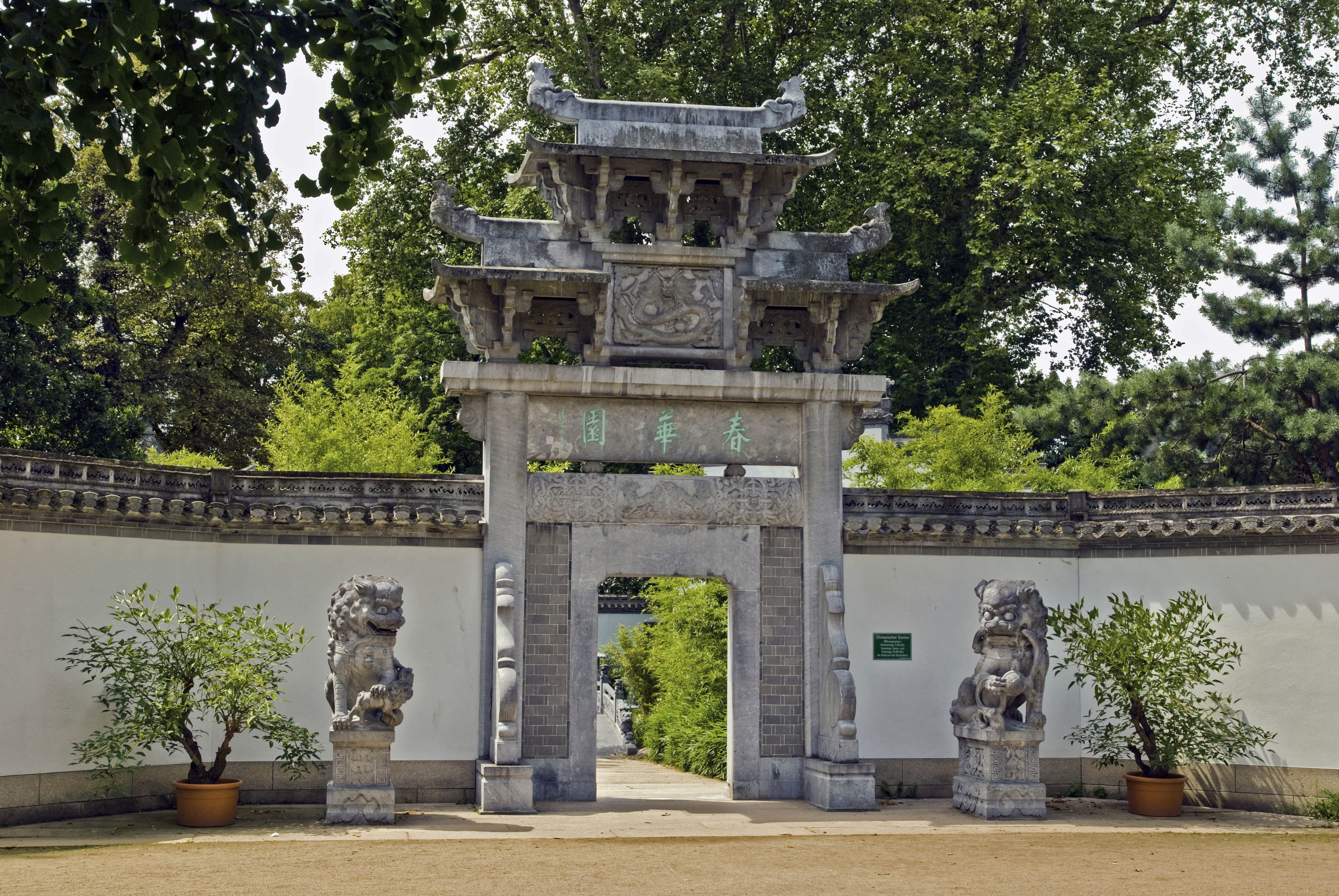
Haupttor zum Garten des Himmlischen Friedens

Der Garten des Himmlischen Friedens ist ein chinesischer Garten in Frankfurt am Main. Er ist ein Teil des im Nordend gelegenen Bethmannparks, der Haupteingang befindet sich nahe dem Eingang des Bethmannparks am Beginn der Berger Straße.

## Geschichte

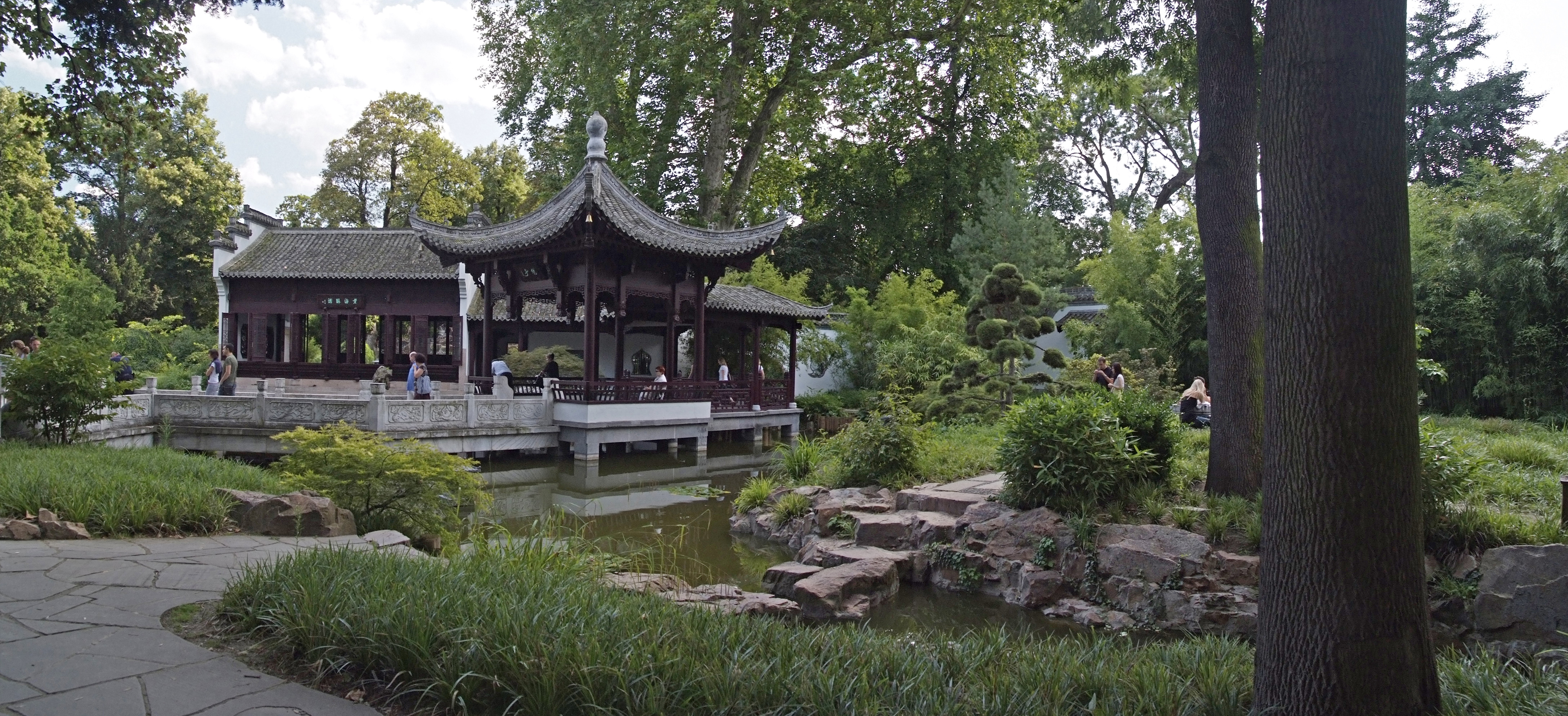
Garten des Himmlischen Friedens; von links: Wasserpavillon, Galerie des Duftenden Wassers, Spiegelpavillon

1983 war geplant, den im Rahmen der Internationalen Gartenschau im Münchner Westpark angelegten chinesischen Garten nach Frankfurt zu verlegen. Zwar zerschlug sich dieses Vorhaben, der Wunsch der Frankfurter nach einem eigenen chinesischen Garten aber war geweckt. Daher begann die Stadt 1985 mit dessen Realisierung im Bethmannpark, wo die gleichnamige Familie bereits vor zweihundert Jahren ostasiatische Gewächse gepflanzt und gezüchtet hatte. Vorbild waren dabei die Shuikou-Gärten aus Huizhou. Die Gebäude sind angelehnt an den Stil einfacher Wohnhäuser aus der Provinz Anhui.
In 27 Containern wurden Baumaterialien auf dem Seeweg aus China herbeigeschafft; die Errichtung erfolgte durch 16 eigens angereiste chinesische Facharbeiter. Nach vier Jahren Bauzeit und einer Gesamtinvestition von 3,2 Mio. DM wurde der Park am 7. Oktober 1989 als Frühlingsblumengarten eröffnet. Schon wenige Wochen darauf erhielt er im Gedenken an das Tian’anmen-Massaker vom 4. Juni 1989 seinen heutigen Namen Garten zum himmlischen Frieden.

## Struktur

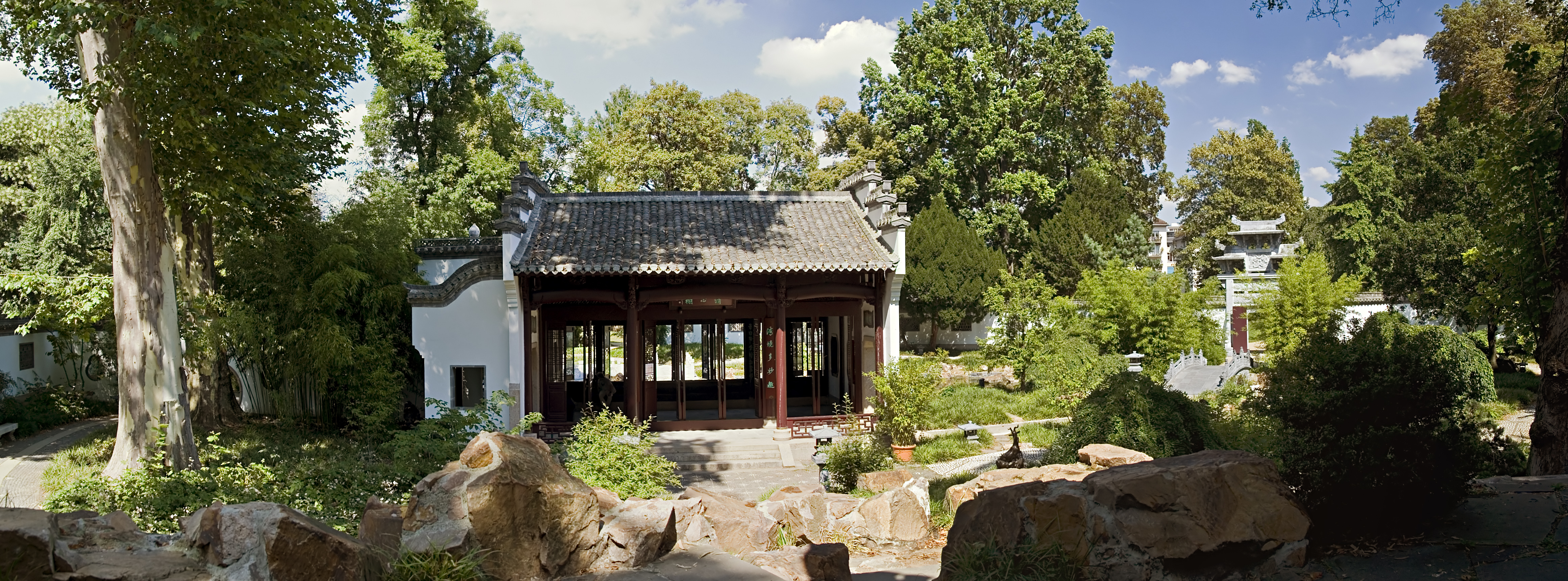
Garten des Himmlischen Friedens; Blick von Süden auf den Wasserpavillon

Zentrales Element des 4.000 m² großen und von einer Mauer umfassten Parks ist der asymmetrische verzweigte Jaspisgrüne Teich. Hinter dem löwenbewachten Haupttor führt über ihn die Brücke des halben Bootes zum rechteckigen Wasserpavillon. Auf dessen anderer Seite zieht sich die Galerie des Duftenden Wassers am Teichufer entlang und endet schließlich am quadratischen Spiegelpavillon. Über die im Zick-Zack verlaufende Jadegürtelbrücke gelangt der Besucher zum Nordufer. Nach Westen bietet sich von der Brücke ein Blick auf einen Felsen mit Wasserfall. Den Südteil des Gartens – jenseits der Wasserpavillons – beherrscht ein Hügel, auf dem sich der Pavillon im schimmernden Grün erhebt.
Daneben verteilt sich im Park eine Vielzahl von Pflanzen, Sträuchern, Felsen, Steinen, Wasserfällen oder Schriftzeichen. Ihre Anordnung wurde nicht dem Zufall überlassen, sie spiegelt vielmehr verschiedene Bezüge – insbesondere zur chinesischen Symbolsprache – wider.

## Brandanschlag auf den Wasserpavillon

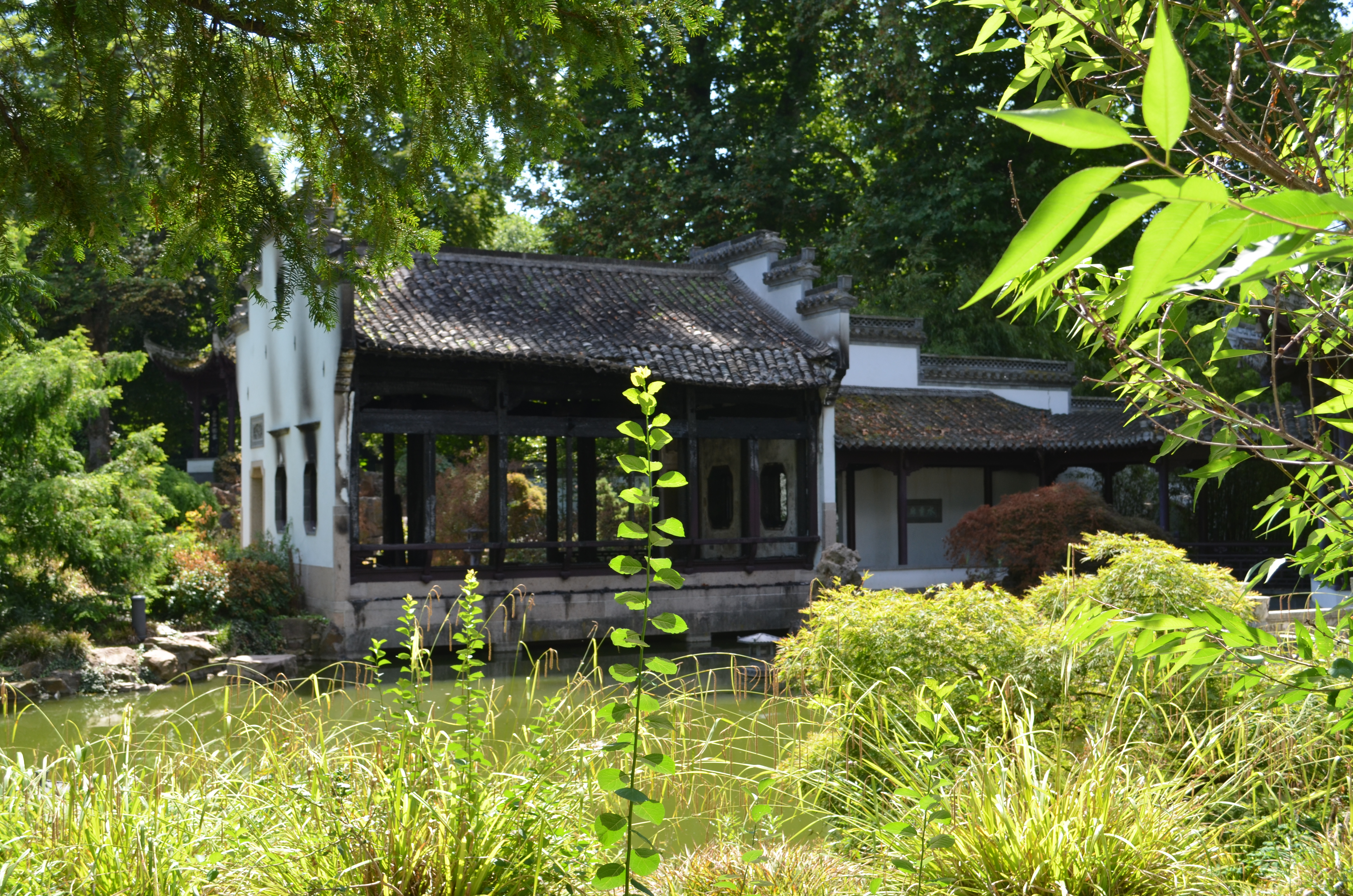
Wasserpavillon nach dem Brandanschlag

In der Nacht vom 31. Mai auf den 1. Juni 2017 wurde ein Brandanschlag auf den Wasserpavillon verübt. Unbekannte Täter steckten den Wasserpavillon mittels eines Brandbeschleunigers in Brand. Um 3.40 Uhr ging ein Notruf bei der Polizei ein, die die Feuerwehr alarmierte. Der Pavillon wurde zerstört. Die Wiederaufbaukosten werden auf 250 bis 300.000 € geschätzt. Am 1. Mai 2017 war ein Pavillon im koreanischen Garten im Grüneburgpark durch Brandstiftung zerstört worden. Auch hier erfolgte der Feuerwehreinsatz in der zweiten Nachthälfte. Die Polizei vermutet einen Zusammenhang.